# Kalfa
Kalfa  este un oraș în Grecia în prefectura Ahaia.